# Wie herrlich, eine Frau zu sein
Die italienische Filmkomödie Wie herrlich, eine Frau zu sein (La fortuna di essere donna) aus dem Jahr 1956 ist die zweite Produktion (nach Schade, daß du eine Kanaille bist), in der Sophia Loren und Marcello Mastroianni gemeinsam auftreten. Sie führen unter der Regie von Alessandro Blasetti einen amourösen Schlagabtausch in der Welt von Film und Mode.

## Handlung
Antonietta, eine äußerst schöne junge Frau, wird auf der Straße ohne ihr Wissen von einem vorbeifahrenden Wagen aus in schlüpfriger Stellung fotografiert. Das Bild erscheint auf der Titelseite einer Zeitschrift und hängt an allen Kiosken aus. Aufgebracht macht sie mit ihrem Verlobten, dem Advokaten Federico, den Fotografen ausfindig: Corrado, der auf den Gebieten Mode und Glamour tätig ist und Beziehungen zur Filmbranche und der feinen Gesellschaft hat. Bald begreift sie, dass sie mit Hilfe von Corrado mehr erreichen kann als nur eine finanzielle Entschädigung.
Antonietta jagt den biederen Federico davon. Von Corrado erwartet sie, dass er ihr zu einer Karriere als Mannequin und Filmstar verhilft, indem er sie mit einflussreichen Leuten bekanntmacht. Corrado versucht sie zunächst mit einfachen Täuschungen loszuwerden. Doch Antonietta heftet sich an ihn und lässt sich im Badkleid in einer aufreizenden Pose ablichten. Zwischen den beiden wächst eine Hassliebe. Beiläufig macht Corrado Antonietta mit dem älteren Conte Sennetti bekannt, der einige junge Schauspielerinnen groß herausgebracht haben soll und der von ihr entzückt ist. Der Graf bringt der jungen Frau die Umgangsformen der Oberschicht bei. Eines Tages beordert er Corrado zu einer Fotostrecke, in der Antonietta, teils zusammen mit dem Grafen auf dem Bild, in altrömischen Ruinen als Archäologiestudentin inszeniert wird. Ihrem Drängen, ihr schöne teure Kleidung zu kaufen, widersetzt sich Sennetti lange. Erst spät überrascht er sie mit einem Pelz und stellt den Kontakt mit dem Filmproduzenten Magnano her. Ein Filmvertrag ergibt sich daraus aber nicht. Um Corrados Eifersucht anzustacheln, schlägt Antonietta an einer Gala Sennetti vor, sie zu heiraten. Der Fotograf überredet seinerseits die Ehefrau des Grafen, die Contessa Sennetti, sich an Antoniettas und Sennettis Tisch zu setzen. Verblüfft erkennt Antonietta, dass Sennetti verheiratet ist. Die Gräfin erzählt, dass sie einst wohlhabend gewesen ist, dass aber ihr Gatte das Vermögen verprasst hat. Sie rächt sich an ihm, indem sie einen Salat über ihn schüttet, was Corrado fotografiert. Antonietta erstattet den Pelz der Gräfin zurück und verlässt das Restaurant. Auf das Angebot Magnanos, sie heimzufahren, steigt sie nicht ein. Sie hat es auf Corrado abgesehen, dem sie die Autoschlüssel entwendet. Die beiden spazieren durch die nächtliche Stadt und tauschen liebevolle kleine Gehässigkeiten aus, bis hin zu Pflastersteinwürfen. Schließlich fallen sie sich küssend in die Arme.

## Kritik
Franco Berutti von Settimo Giorno urteilte 1956, Sophia Loren sei zwar „anziehend“, doch keine echte Schauspielerin. Die Mitwirkung des Franzosen Charles Boyer konnte er sich mit den „Erfordernissen der Koproduktion“ erklären, „der hier merkwürdigerweise an De Sica erinnert, sogar dessen Fehler wiederholt“. Marcello Mastroianni „alleine rettet den Film. Nur ihm ist es zu verdanken, dass die Handlung einigermaßen glaubhaft wirkt. Er ist oberflächlich und zynisch – so wie es ein echter Fotoreporter in den Augen der Menge ist – doch auch sensibel und sympathisch, wie es die Rolle verlangt“. Demgegenüber meinte Der Spiegel, ob der „physischen Überformen“ der Schauspielerin könne man leicht übersehen, dass „sich die schrägäugige Sirene zu einer passablen Komödienschauspielerin entwickelt hat“. Dafür liefere sie nach Schade, daß du eine Kanaille bist zum zweiten Mal den Beweis.